# Larry Drake
Larry Drake (Tulsa, 21 februari 1950 – Hollywood, 17 maart 2016) was een Amerikaans acteur. Hij werd in zowel 1989, 1990 als 1992 genomineerd voor een Golden Globe voor zijn bijrol als de verstandelijk beperkte kantoormedewerker Benny Stulwicz in de advocatenserie L.A. Law. Hiervoor kreeg hij in zowel 1988 als 1989 daadwerkelijk een Emmy Award toegekend. Drake maakte in 1971 zijn film- en acteerdebuut als Bubba in het misdaaddrama This Stuff'll Kill Ya!. Hij speelde in meer dan dertig films.

## Filmografie
*Exclusief 5+ televisiefilms
| - The Secrets of Emily Blair (2016) - Dead Air (2009) - Green Lantern: First Flight (2009, stem) - Pathology (2008) - Dorm Daze 2 (2006) - Love Hollywood Style (2006) - Living the Dream (2006) - I Will Avenge You, Iago! (2005) - Spun (2002) - Dark Asylum (2001) - American Pie 2 (2001) - Timeguest (2000) - Time of Her Time (2000) - Durango Kids (1999) - Inferno (1999) - The Treat (1998) - Paranoia (1998) - Overnight Delivery (1998) | - Bean: The Ultimate Disaster Movie (1997) - The Journey of August King (1995) - Darkman II: The Return of Durant (1995) - Blind Geronimo and His Brother (1992) - Dr. Giggles (1992) - Darkman (1990) - For Keeps? (1988) - The Ladies Club (1986) - The Karate Kid (1984) - The Taming of the Shrew (1983) - The White Lions (1981) - The Big Brawl (1980) - The Seniors (1978) - Date with a Kidnapper (1976) - The Electric Chair (1976) - Truckin' Man (1975) - This Stuff'll Kill Ya! (1971) |

## Televisieseries
*Exclusief 25+ eenmalige gastrollen
- Johnny Bravo - stem Pops (1999-2004, 34 afleveringen)
- Justice League - stem Colonel Vox (2003, twee afleveringen)
- Prey - Walter Attwood (1998, veertien afleveringen)
- L.A. Law - Benny Stulwicz (1987-1994, 144 afleveringen)

## Privé
Drake trouwde in 1989 met actrice Ruth de Sosa, maar hun huwelijk eindigde in 1991 in een scheiding. Hij hertrouwde in 2009 met model en schrijfster Marina Drujko. Dit huwelijk liep hetzelfde jaar nog op de klippen.
- Biblioteca Nacional de España: XX1166062
- Bibliothèque nationale de France: cb141731261 (data)
- Gemeinsame Normdatei: 1267359625
- International Standard Name Identifier: 0000 0001 1470 9465
- Library of Congress Control Number: nr98043101
- Nationale Bibliotheek van Israël: 987007365610305171
- Istituto Centrale per il Catalogo Unico: RAVV307190
- Système universitaire de documentation: 150119712
- Virtual International Authority File: 39294137
- WorldCat: E39PBJkhGkwP9kT8XdWWvmJ4bd